# Sigtrygg Ivarsson
Sigtrygg Ivarsson también Sitriuc mac Ímair (850 - 902), fue un caudillo vikingo hiberno-nórdico, monarca del reino de Dublín y posiblemente Limerick. Probable hijo de Ivar el Deshuesado. Accedió al trono tras asesinar a su hermano y anterior rey Sichfrith Ivarsson, como se recoge en los anales de Ulster:
«Sichfrith m. Imair, rex Nordmannorum, a fratre suo per dolum occisus est».
El historiador James Todd (1867) identifica a Sictric I como "Señor de los extranjeros de Limerick" que aparece en los anales de los cuatro maestros, aunque es posible que el Señor de Limerick fuese su hijo Aralt (Harald). Clare Downham (2007) no obstante identifica a Harald como hijo de Sihtric Cáech (Sitric II) de la influyente dinastía Uí Ímair. Durante este periodo el reino de Dublín fue un poderoso enclave que embestía con éxito a la mayor parte de monasterios con sus expediciones bélicas de saqueo y devastación. En un periodo de dos años (890–891) atacaron Ardbraccan, Donaghpatrick, Dulane, Glendalough, Kildare y Clonard.
Tras un receso de un año cuando un noble jarl llamado Sichfrith (como su fallecido hermano) gobernó Dublín entre 893-894, Sigtrygg regresó y se apoderó del trono durante dos años más hasta 896 cuando fue derrotado por otros vikingos.

## Herencia
A Sigtrygg Ivarsson se le imputan dos hijos:
- Óláfr Sigtryggrsson (Amlaíb, 870 - 896), rey de Limerick murió en el campo de batalla defendiendo Dublín.
- Harald Sigtryggrsson (Aralt, n. 880), rey de Limerick. Algunas fuentes le identifican con Aralt mac Sitric.